# Moussonvilliers
Moussonvilliers è un comune francese di 224 abitanti situato nel dipartimento dell'Orne nella regione della Normandia.

## Società

### Evoluzione demografica
Abitanti censiti